# Sybille Haynes
Sybille Edith Haynes, MBE (n. Overhoff; 3 de juliol de 1926) és una experta britànica en etruscologia. Va créixer i va estudiar a Alemanya i Àustria abans de marxar al Regne Unit als anys cinquanta. Va treballar amb artefactes etruscs al Museu Britànic durant molts anys, a més de publicar nombrosos llibres, per a col·legues acadèmics i també per al públic en general. Als anys vuitanta es va incorporar al Centre for the Study of Greek and Roman Antiquity del Corpus Christi College, a Oxford.

## Primers anys i educació
Va néixer com a Sybille Overhoff el 3 de juliol del 1926 sent filla d'Edith Kloeppel (cognom de soltera), la seva mare alemanya, i de Julius Overhoff, el seu pare austríac. Era una dels cinc germans, incloent la seva germana bessona Elfriede Knauer, que també fou arqueòloga. Va créixer en el sí d'una família culta a Berlín, Frankfurt i Àustria, però el règim nazi va interrompre la seva escolarització. Va haver d'unir-se a organitzacions juvenils nazis i va passar un any fent treballs obligatoris en dures condicions. Després de la guerra, les coses van romandre difícils durant algun temps i va estudiar xinès mentre esperava la reobertura de la Universitat de Frankfurt el 1947. Tot i això, sempre s’havia interessat per les antiguitats recollides pel seu besavi matern, l'escultor i historiador de l’art Melchior zur Straßen, i tenia des de feia temps un desig d’estudiar arqueologia clàssica i, en particular, l'etruscologia. Un cop a la Goethe University de Frankfurt, va estudiar arqueologia clàssica, història antiga, història de l’art i etnologia i va trobar treballs de vacances a museus de París, Roma i Londres abans de graduar-se del summa cum laude el desembre de 1950. Va escriure una tesi sobre els miralls de bronze etrusc, supervisada i encoratjada per Guido von Kaschnitz.

## Museu Britànic
Mentre ajudava al Museu Britànic al 1950, on el departament grec i romà havia patit greus danys degut als bombardejos, va conèixer Denys Haynes (1913-1994), posteriorment Guardià de les Antiguitats Gregues i Romanes, amb qui es va casar el gener del 1951. També va conèixer l’anterior Guardià, Bernard Ashmole, que li va oferir un lloc voluntària al departament on el seu treball incloïa respondre preguntes sobre temes etruscs i gestionar la correspondència en alemany i italià. Va descriure això com una oportunitat per estudiar i aprendre. Entre els seus escrits hi havia dos fulletons pel museu sobre estris de bronze etrusc i escultura etrusca. El 1985 va publicar Etruscan Bronzes, una novel·la etrusca anomenada La filla d'Augur el 1987 (publicada per primera vegada en alemany el 1981) i Etruscan Civilization el 2000 (i una edició alemanya ampliada el 2005). També va publicar periòdicament en revistes internacionals i va ser membre estrangera de l’Istituto di Studi Etruschi ed Italici el 1965. El 1976, any en què va obtenir el MBE, Haynes va ser responsable de l’obertura de la primera galeria etrusca de la música departament del Museu Britànic. El 1981 va ser homenatjada per l'Orde del Dignitari dell'Ombra della Sera a Volterra.

## Trajectòria posterior
El 1985 es va traslladar a Oxford on va ser convidada a unir-se al Corpus Christi College i al Centre for the Study of Greek and Roman Antiquity. El mateix any fou nomenada membre corresponent del Deutsches Archäologisches Institut. El 2000, el seu llibre, Etruscan Civilization: A Cultural History va ser molt ben rebut, i ha estat descrit com a "definitiu i complet", així com "autoritari, precís, atractiu i articulat". Neil MacGregor, mentre era director del Museu Britànic, va dir que Haynes era "una etruscòloga de fama internacional" en la introducció a un festschrift del 2011. El 2013 es va crear un seminari de Sybille Haynes en arqueologia etrusca i itàlica al Somerville College, Oxford, i la universitat acull un cicle anual de conferències de Sybille Haynes obertes al públic de recent creació. L’actual professora de Sybille Haynes és Charlotte Potts.